# Afro-dite
Afro-dite son un trío sueco formado por Gladys del Pilar, Blossom Tainton y Kayo Shekoni, resultaron vencedoras en Melodifestivalen 2002 con la canción Never Let It Go con la que posteriormente fueron octavas en el Festival de Eurovisión 2002 celebrado en Tallin, Estonia. Un año más tarde lo volvieron a intentar en el Melodifestivalen 2003 con "Aqua playa" pero acabaron en el octavo puesto. Posteriormente cada miembro ha seguido en solitario:

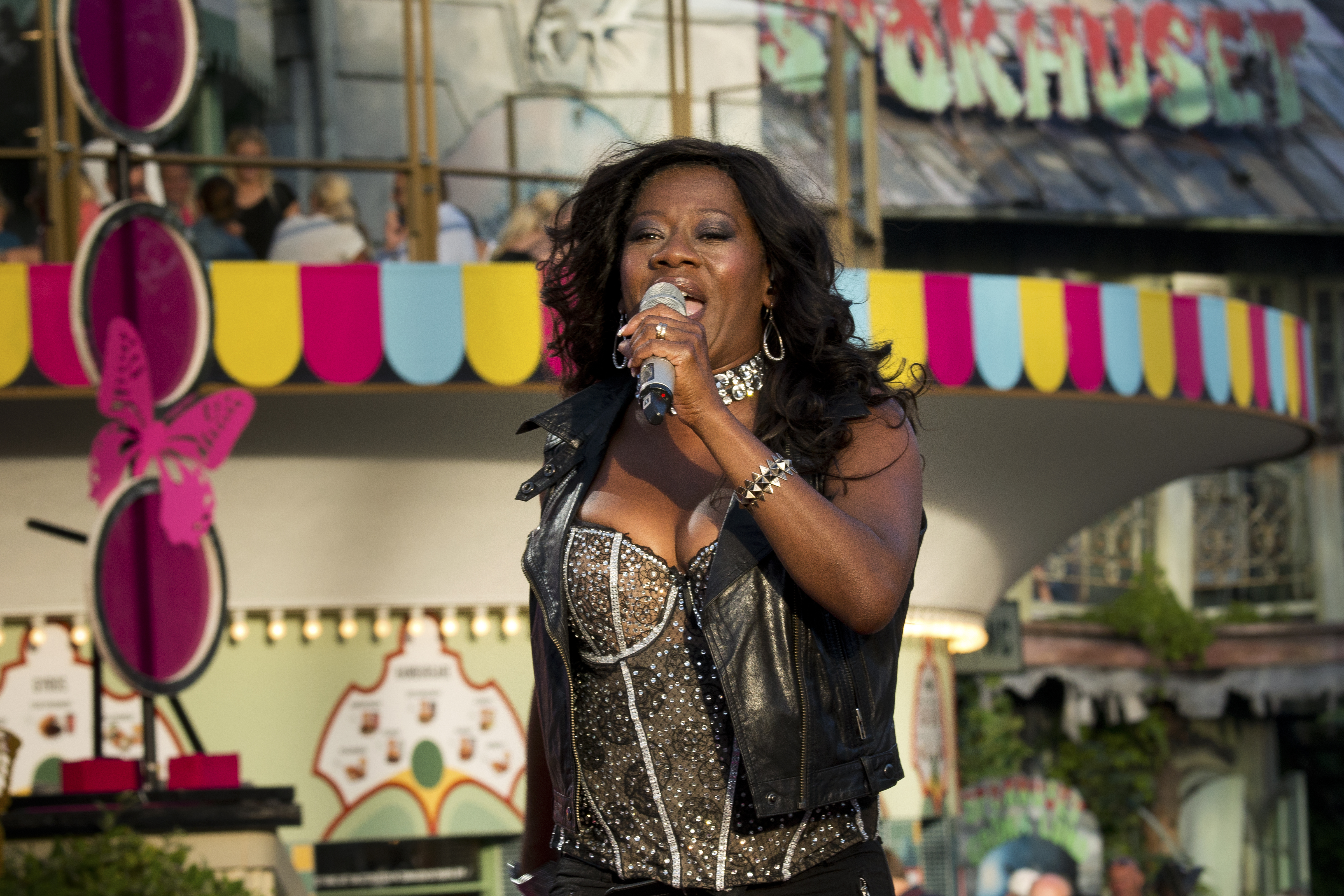
Gladys Del Pilar
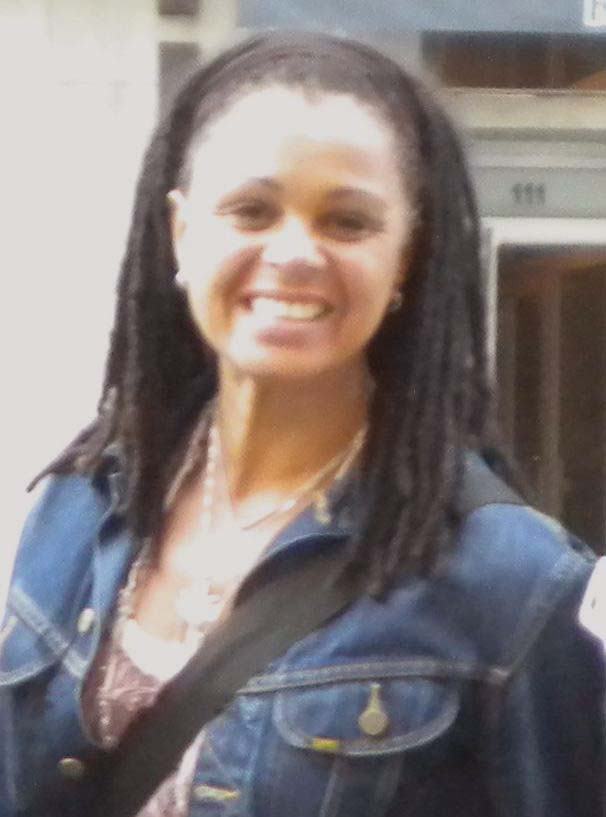
Blossom Tainton
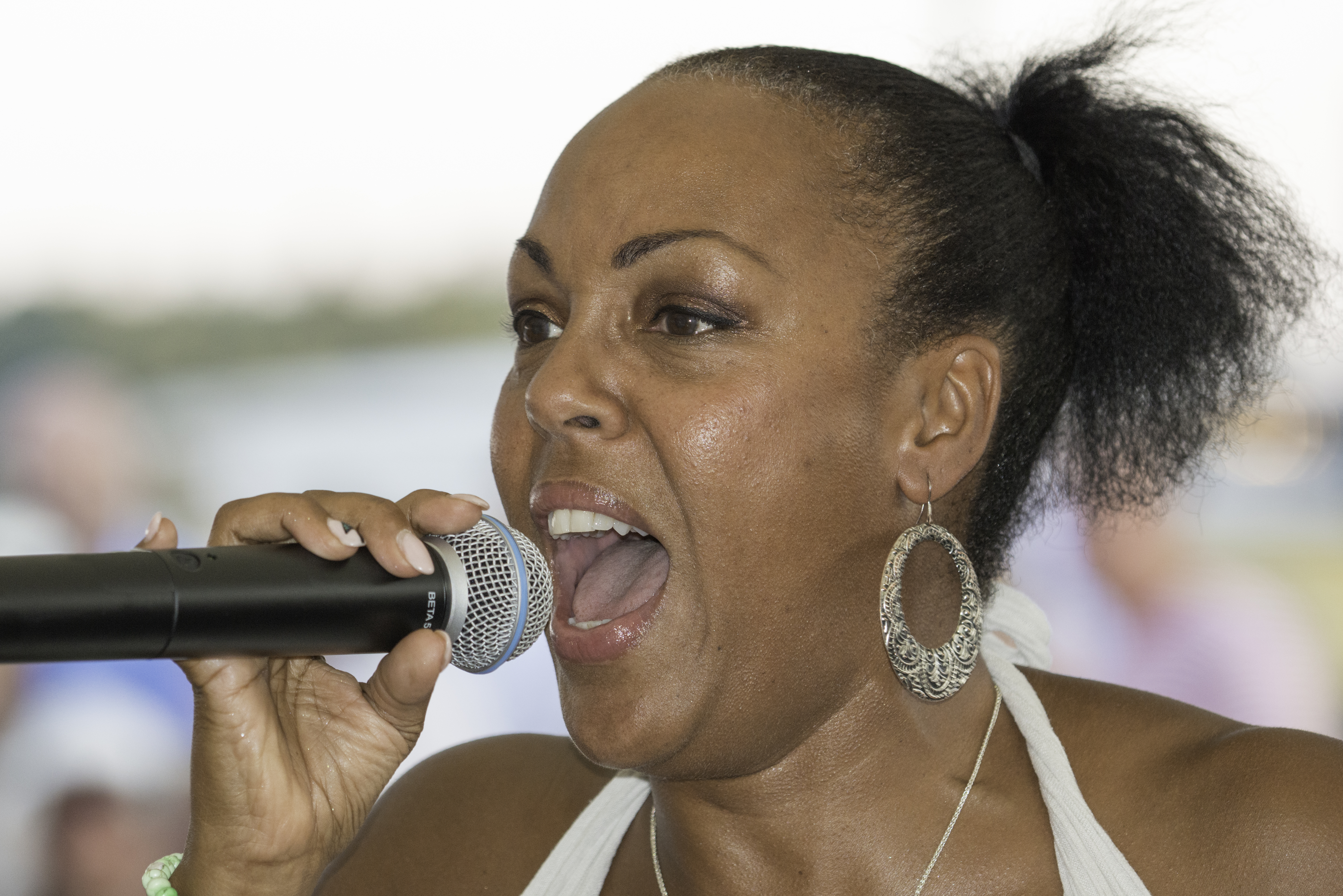
Kayo Shekoni

- Gladys del Pilar participó en el Melodifestivalen 2004 con "Baby I Can't Stop" acabando última en la considerada semifinal más fácil de 2004. Este absoluto fracaso no le sentó nada bien y dijo que si alguna vez regresaba sería con sus compañeras de Afro-dite.
- Blossom Tayton sigue con sus videos de preparación física y presenta un programa sobre este tema y salud en general en la SVT.
- Kayo ha seguido vinculada al Melodifestivalen, presentando la última semifinal de 2005 junto a Michael Leijnegard y participando en 2006 con el tema "Innan natten är över" con el que tuvo más fortuna que Gladys, aunque no mucha más, fue 6º (a 103 llamadas de 5º y pasar a la segunda ronda) en la considerada mejor semifinal del año.

Su ruptura no fue nada oficial ni definitivo y desde entonces se rumoreó continuamente sobre su regreso. Volvieron a participar juntas en el Melodifestivalen 2012 con la canción "The boy can dance", aunque no consiguieron superar la semifinal.
| Predecesor: Friends con Listen to your heartbeat | Suecia en el Festival de Eurovisión 2002 | Sucesor: Fame con Give me your love |
| Predecesor: Friends                              | Ganadores de Melodifestivalen 2002       | Sucesor: Fame                       |